# Prinzessin Olala (Film)
Prinzessin Olala ist ein deutsches Stummfilmlustspiel aus dem Jahre 1928. Unter der Regie von Robert Land spielen Carmen Boni, Walter Rilla, Marlene Dietrich, Hans Albers und Georg Alexander die Hauptrollen. Der Film wurde gestaltet nach Motiven der gleichnamigen Operette von Jean Gilbert (Musik) und Rudolf Bernauer (Libretti).

## Handlung
Prinz Boris, Sohn des Fürsten einer operettenhaften Kleinstaat-Monarchie, soll nach väterlichem Wunsch unbedingt verheiratet werden. Der 25-Jährige ist, das andere Geschlecht betreffend, noch immer ein vollkommen unbeschriebenes Blatt und bislang lediglich in die Musik vernarrt gewesen. Um für die ehelichen Pflichten vorbereitet zu werden, schickt der Herr Papa den noch recht unerfahrenen Filius mit dem fürstlichen Kammerherrn als väterlichem Aufpasser an seiner Seite nach Paris auf die „Liebesschule“ der Madame Chichotte de Gastoné, die in entsprechenden Kreisen nur „Olala“ genannt wird. Zugleich soll Boris vor Ort seine Zukünftige, die Prinzessin Xenia, kennenlernen. Die beiden Briefe, die der alte Fürst aus ebendiesem Anlass an die beiden entsprechenden Damen nach Paris abschickt, werden vertauscht, und so beginnt ein Reigen der Missverständnisse und Verwechslungen.
Prinzessin Xenia bittet nunmehr Chichotte, sie die „Olala“ spielen zu lassen, während Chichotte die hochadelige Zukünftige von Boris geben solle. Auf diese Weise will Xenia, nunmehr „Prinzessin Olala“, ihren Gatten in spe ganz unverfänglich und unverfälscht kennenlernen. Bald aber geschieht das, was keiner geplant und gewünscht hatte: Boris verliebt sich in die falsche Prinzessin und somit in die echte Olala, also Chichotte. Dies ist wiederum ihrem Liebhaber, dem halbseidenen Dandy und Ganoven René, überhaupt nicht recht. Es ergeben sich noch allerlei Verwicklungen – so wird Boris etwa aufgrund eines Schmuckdiebstahls, den jedoch René begangen hatte, vorübergehend festgenommen – bis Prinz Boris seine ihm zugedachte Prinzessin heimführen kann.

## Produktionsnotizen
Prinzessin Olala entstand im Spätfrühling 1928 in den UFA-Ateliers von Berlin-Tempelhof. Der Film passierte am 13. Juli 1928 die Zensur und wurde am 5. September 1928 in Berlins UFA-Theater am Kurfürstendamm uraufgeführt. Der Film besaß sechs Akte, verteilt auf 2922 Meter, und wurde mit Jugendverbot belegt. In Österreich lief der Streifen am 7. Dezember 1928 an.
Robert Neppach entwarf die Filmbauten, Fritz Brunn war Aufnahmeleiter.